# Petersdorfer See
Der Petersdorfer See ist ein langgestreckter See innerhalb der Mecklenburgischen Seenplatte im Landkreis Mecklenburgische Seenplatte. Er ist Bestandteil einer Seenkette, die sich von der Müritz bis zum Plauer See erstreckt.

## Lage
Das Gewässer befindet sich in den Gemarkungen der Gemeinde Fünfseen und der Stadt Malchow. Am nördlichen Ufer liegen die zu Malchow gehörenden Orte Lenz und Biestorf, am Südufer die Ortsteile Petersdorf und Lenz-Süd der Gemeinde Fünfseen. Den Zufluss bildet die Recken (Elde) genannte Verbindung zum Malchower See. Der Abfluss nach Westen geschieht über den Lenzkanal (Elde) in den Plauer See. Der Petersdorfer See ist 1 km² groß. Die Ausdehnungen betragen 2,2 Kilometer in der Länge und maximal 670 Meter in der Breite. Der Gewässerspiegel liegt 62 m ü. NHN.
Der See ist Bestandteil der Bundeswasserstraße Müritz-Elde-Wasserstraße mit der Wasserstraßenklasse I; zuständig ist das Wasserstraßen- und Schifffahrtsamt Lauenburg.
Über den Petersdorfer See führt eine Brücke der Bundesautobahn 19.

## Siehe auch

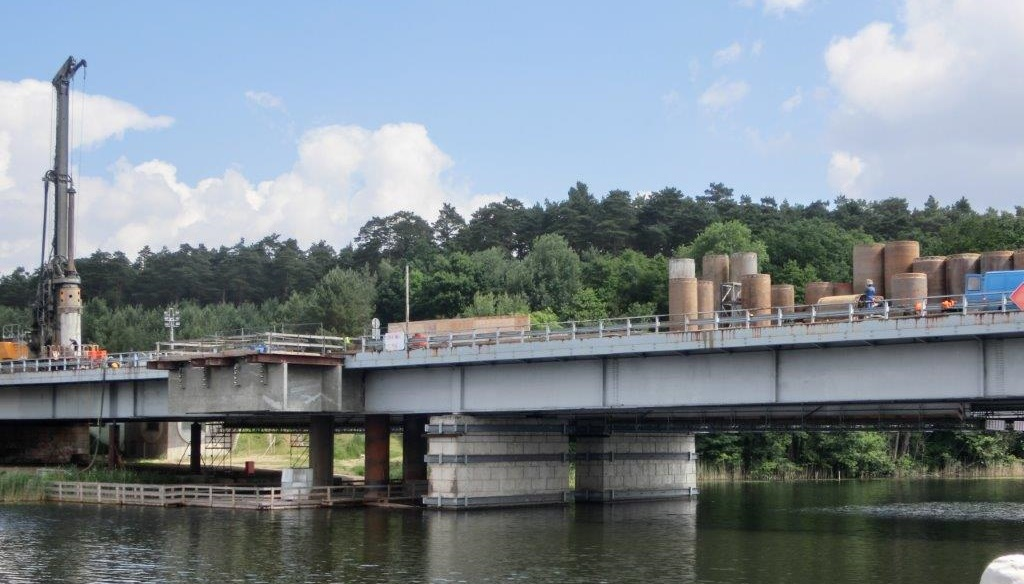
Brückenerneuerung A 19 (2016)

## Geschichte
Die Wasserspiegelhöhe wurde in den vergangenen Jahrhunderten mehrfach vor allem durch menschliche Eingriffe verändert. Ursprünglich lag sie im 12. Jahrhundert bei etwa 60 Metern über dem Meeresspiegel. Durch Aufstauungen zum Betrieb von Mühlen und durch Flussregulierungen wurden die Wasserstände innerhalb der Seenkette von der Müritz bis zum Plauer See in mehreren positiven wie negativen Schritten beeinflusst. Heute besitzt für die Seenkette lediglich die Staustufe Plau am See am Abfluss des Plauer Sees eine stauregelnde Wirkung mit dem Stauziel 61,61 bis 62,36 m ü. NHN.